# FAM83A
FAM83A (англ. Family with sequence similarity 83 member A) – білок, який кодується однойменним геном, розташованим у людей на короткому плечі 8-ї хромосоми. Довжина поліпептидного ланцюга білка становить 434 амінокислот, а молекулярна маса — 47 458.
| 10         |  | 20         |  | 30         |  | 40         |  | 50         |
| ---------- |  | ---------- |  | ---------- |  | ---------- |  | ---------- |
| MSRSRHLGKI |  | RKRLEDVKSQ |  | WVRPARADFS |  | DNESARLATD |  | ALLDGGSEAY |
| WRVLSQEGEV |  | DFLSSVEAQY |  | IQAQAREPPC |  | PPDTLGGAEA |  | GPKGLDSSSL |
| QSGTYFPVAS |  | EGSEPALLHS |  | WASAEKPYLK |  | EKSSATVYFQ |  | TVKHNNIRDL |
| VRRCITRTSQ |  | VLVILMDVFT |  | DVEIFCDILE |  | AANKRGVFVC |  | VLLDQGGVKL |
| FQEMCDKVQI |  | SDSHLKNISI |  | RSVEGEIYCA |  | KSGRKFAGQI |  | REKFIISDWR |
| FVLSGSYSFT |  | WLCGHVHRNI |  | LSKFTGQAVE |  | LFDEEFRHLY |  | ASSKPVMGLK |
| SPRLVAPVPP |  | GAAPANGRLS |  | SSSGSASDRT |  | SSNPFSGRSA |  | GSHPGTRSVS |
| ASSGPCSPAA |  | PHPPPPPRFQ |  | PHQGPWGAPS |  | PQAHLSPRPH |  | DGPPAAVYSN |
| LGAYRPTRLQ |  | LEQLGLVPRL |  | TPTWRPFLQA |  | SPHF       |  |            |

A: Аланін

C: Цистеїн

D: Аспарагінова кислота

E: Глутамінова кислота

F: Фенілаланін

G: Гліцин

H: Гістидин

I: Ізолейцин

K: Лізин

L: Лейцин

M: Метіонін

N: Аспарагін

P: Пролін

Q: Глутамін

R: Аргінін

S: Серин

T: Треонін

V: Валін

W: Триптофан

Кодований геном білок за функцією належить до фосфопротеїнів. 
Задіяний у такому біологічному процесі, як альтернативний сплайсинг. 
Локалізований у цитоплазмі.